# Rhinotora peruana
Rhinotora peruana är en tvåvingeart som beskrevs av Kertesz 1901. Rhinotora peruana ingår i släktet Rhinotora och familjen myllflugor.
Artens utbredningsområde är Peru. Inga underarter finns listade i Catalogue of Life.